# Vladimir Roopere
Vladimir Roopere (bis 1935 Wladimir Rooberg; * 5. Januarjul. / 17. Januar 1898greg. in der Landgemeinde Kurna, heute Kreis Harju, Estland; † 6. November 1942 in Syktywkar, Sowjetunion) war ein estnischer Politiker.

## Leben
Vladimir Roopere wurde als zweiter Sohn des Gutsbesitzers Alexander Rooberg (1860–1927) geboren. Im Zusammenhang mit der Russischen Revolution wurde der Vater Alexander 1905 wegen angeblicher anti-zaristischer Umtriebe inhaftiert, so dass der Sohn früh Verantwortung auf dem elterlichen Hof übernehmen musste.
Vladimir Roopere nahm 1917/18 in der Kaiserlich Russischen Armee am Ersten Weltkrieg teil. Von 1918 bis 1920 kämpfte er im Estnischen Freiheitskrieg gegen Sowjetrussland.
Erst nach dem Krieg konnte Roopere eine richtige Schulbildung genießen. 1925 machte Roopere seinen Abschluss am Gymnasium in der estnischen Hauptstadt Tallinn. Im Mai 1930 schloss er sein Studium der Rechtswissenschaft an der Universität Tartu ab. Ab 1931 war er anwaltlich tätig.
Daneben engagierte Roopere sich parteipolitisch. Von 1926 bis 1932 gehörte er dem „Bund der Landwirte“ (Põllumeeste Kogud) an, anschließend dem Siedlerverband (Asunike Koondis), der Interessenpartei der estnischen Kleinbauern. Bei der Parlamentswahl 1932 wurde Roopere als Abgeordneter der 5. Legislaturperiode ins estnischen Parlament (Riigikogu) gewählt.
Vom 8. Mai bis zum 3. Oktober 1933 war Roopere Innen- und Gerichtsminister in der Koalitionsregierung von Staats- und Regierungschef Jaan Tõnisson. Er engagierte sich vor allem im Kampf gegen die estnischen Kommunisten und Rechtsradikalen. Wegen eines Alkohol-Schmuggelskandals um das Frachtschiff Ita, dessen Miteigentümer Roopere war, musste er von seinem Ministeramt zurücktreten. Er blieb weiter als Interessenvertreter der estnischen Landwirte aktiv.
Mit der sowjetischen Besetzung Estlands wurde Roopere am 17. Juli 1940 in Tallinn verhaftet und ins Innere der Sowjetunion verbracht. Er starb knapp zweieinhalb Jahre später im Alter von 44 Jahren in einem Gulag im Nordwesten Russlands. Sein Grab ist unbekannt.

## Privatleben
Vladimir Roopere war verheiratet. Er hatte einen Sohn und eine Tochter.